# Roberto De Paoli
Roberto De Paoli (Buttapietra, 11 gennaio 1945) è un ex calciatore italiano, di ruolo centrocampista.

## Caratteristiche tecniche
Giocò nel ruolo di mediano.

## Carriera
Durante i primi anni di carriera giocò con il Mantova, con la cui maglia debuttò in Serie A il 13 settembre 1964, nella sconfitta per 2-0 sul campo del Torino.

## Palmarès

### Club

#### Competizioni nazionali
- Serie D: 1

Potenza: 1974-1975 (girone G)